# 138 (число)
138 (Сто три́дцять ві́сім) — натуральне число між  137 та  139.
- 138 день в році — 18 травня (у високосний рік — 17 травня)

## У математиці
- 138 — є  парним складеним тризначним числом.
- Сума цифр цього числа — 12
- Добуток цифр цього числа — 24
- Квадрат числа 138 — 19 044

## В інших областях
- 138 рік.
- 138 до н. е.
- NGC 138 —  спіральна галактика ( Sa) в сузір'ї  Риби.
- 138-й окремий лижний батальйон — військовий підрозділ СРСР у Другу Світову Війну.
- 138-я гвардійська окрема мотострілецька бригада.
- 138 км (платформа БМО).
- (138) Тулуза — астероїд головного поясу.